# Sara Emil Baaring
 (mars 2025).
Sara Emil Baaring, née le 11 octobre 1986 à Assens (Danemark), est une femme politique danoise, membre de la Social-démocratie (SD).

## Biographie
Engagée au sein de la Social-démocratie, elle est conseillère municipale d'Assens de 2010 à 2022.
Elle est élue membre du Folketing lors des élections législatives de 2022.